# Paranazalni sinusi
Paranazalni sinusi su pneumatizirani (ispunjeni zrakom) prostori unutar kostiju lubanje i lica. Kod čovjeka paranazalne sinuse dijelimo prema kostima unutar kojih su smješteni:
- maksilarni sinusi - najveći od sinusa smješteni u gornjoj čeljusti, ispod očiju
- frontalni sinusi - smješteni iznad očiju u čeonim kostima
- etmoidalni sinusi - čine ih mali prostori unutar etmoidalne kosti između nos i očiju
- sfenoidalni sinus - smješten u sfenoidalnoj kosti ispod hipofize
- U glavi čovjeka još nalazimo i mastoidne sinuse u mastoidnoj kosti iza srednjeg uha.

## Biološka funkcija
Uloga sinusa još nije u potpunosti jasna, ali je predloženo nekoliko mogućih funkcija:
- Šupljine kostiju smanjuju težinu kosti lica
- Povećanje reznonacije glasa
- Izdvajanje struktura osjetljivih na temperaturu (zubni korijeni i oči) od stalnih temperaturnih promjena u nosnoj šupljini
- vlaženje i zagrijavanje udahnutog zraka

## Vanjske poveznice
- (hrv.) Anatomija paranazalnih sinusa  Arhivirana inačica izvorne stranice od 7. listopada 2012. (Wayback Machine)